# Embleton, Durham
Embleton är en by i civil parish Sedgefield, i kommunen Durham i grevskapet Durham i England. Byn är belägen 10 km från Hartlepool. Embleton var en civil parish 1866–1983 när blev den en del av Sedgefield. Civil parish hade 80 invånare år 1961.